# Nuno Freire Themudo
Nuno Freire Themudo foi presidente do Sport Lisboa e Benfica de 1916 a 1917.

## Biografia
Exerceu funções durante um ano, até 27 de Janeiro de 1917, data em que decidiu declinar o exercício do cargo. Deixou o clube numa situação crítica, derivada também da instabilidade causada pela Primeira Guerra Mundial e entrou em conflito directo com os associados. A dada altura tentou que bens do clube respondessem por uma dívida decorrente de um adiantamento, no valor de três mil escudos, que se disponibilizou a fazer. Já depois de ter cessado funções, moveu uma ação de despeço ao clube, em nome de uma filha, pelo facto de as instalações da Rua Gomes Pereira terem sido cedidas, por arrendamento, à Escola Normal, com prévia autorização do Ministério da Instrução. O Tribunal daria razão ao clube.